# Leptapoderus subdimidiatus
Leptapoderus subdimidiatus es una especie de coleóptero de la familia Attelabidae.

## Distribución geográfica
Habita en Indonesia y Malasia.